# Úszás az 1972. évi nyári olimpiai játékokon
Az 1972. évi nyári olimpiai játékok úszóversenyein huszonkilenc versenyszámban avattak olimpiai bajnokot. Az úszás olimpiai versenyszámai az előző, 1968. évi olimpia óta nem változtak.

## Éremtáblázat
(A táblázatokban a rendező ország csapata és a magyar csapat eltérő háttérszínnel, az egyes számoszlopok legmagasabb értéke, vagy értékei vastagítással kiemelve.)
| Az 1972. évi nyári olimpiai játékok éremtáblázata úszásban | Az 1972. évi nyári olimpiai játékok éremtáblázata úszásban | Az 1972. évi nyári olimpiai játékok éremtáblázata úszásban | Az 1972. évi nyári olimpiai játékok éremtáblázata úszásban | Az 1972. évi nyári olimpiai játékok éremtáblázata úszásban | Olimpia  |
| ---------------------------------------------------------- | ---------------------------------------------------------- | ---------------------------------------------------------- | ---------------------------------------------------------- | ---------------------------------------------------------- | -------- |
|                                                            | Ország                                                     | Arany                                                      | Ezüst                                                      | Bronz                                                      | Összesen |
| 1.                                                         | Egyesült Államok (USA)                                     | 17                                                         | 14                                                         | 12                                                         | 43       |
| 2.                                                         | Ausztrália (AUS)                                           | 6                                                          | 2                                                          | 2                                                          | 10       |
| 3.                                                         | NDK (GDR)                                                  | 2                                                          | 5                                                          | 2                                                          | 9        |
| 4.                                                         | Japán (JPN)                                                | 2                                                          | 0                                                          | 1                                                          | 3        |
| 5.                                                         | Svédország (SWE)                                           | 2                                                          | 0                                                          | 0                                                          | 2        |
|                                                            |                                                            |                                                            |                                                            |                                                            |          |
| 6.                                                         | Szovjetunió (URS)                                          | 0                                                          | 2                                                          | 3                                                          | 5        |
| 7.                                                         | Kanada (CAN)                                               | 0                                                          | 2                                                          | 2                                                          | 4        |
| 8.                                                         | NSZK (FRG)                                                 | 0                                                          | 1                                                          | 3                                                          | 4        |
| 9.                                                         | Magyarország (HUN)                                         | 0                                                          | 1                                                          | 2                                                          | 3        |
| 9.                                                         | Olaszország (ITA)                                          | 0                                                          | 1                                                          | 2                                                          | 3        |
| 11.                                                        | Nagy-Britannia (GBR)                                       | 0                                                          | 1                                                          | 0                                                          | 1        |
|                                                            |                                                            |                                                            |                                                            |                                                            |          |
| Összesen                                                   | Összesen                                                   | 29                                                         | 29                                                         | 29                                                         | 87       |

## Férfi
Férfi úszásban tizenöt – tizenkettő egyéni és három váltó – versenyszámot írtak ki.

### Éremtáblázat
| Az 1972. évi nyári olimpiai játékok éremtáblázata férfi úszásban | Az 1972. évi nyári olimpiai játékok éremtáblázata férfi úszásban | Az 1972. évi nyári olimpiai játékok éremtáblázata férfi úszásban | Az 1972. évi nyári olimpiai játékok éremtáblázata férfi úszásban | Az 1972. évi nyári olimpiai játékok éremtáblázata férfi úszásban | Olimpia  |
| ---------------------------------------------------------------- | ---------------------------------------------------------------- | ---------------------------------------------------------------- | ---------------------------------------------------------------- | ---------------------------------------------------------------- | -------- |
|                                                                  | Ország                                                           | Arany                                                            | Ezüst                                                            | Bronz                                                            | Összesen |
| 1.                                                               | Egyesült Államok (USA)                                           | 9                                                                | 9                                                                | 8                                                                | 26       |
| 2.                                                               | NDK (GDR)                                                        | 2                                                                | 1                                                                | 1                                                                | 4        |
| 3.                                                               | Svédország (SWE)                                                 | 2                                                                | 0                                                                | 0                                                                | 2        |
| 4.                                                               | Ausztrália (AUS)                                                 | 1                                                                | 1                                                                | 0                                                                | 2        |
| 5.                                                               | Japán (JPN)                                                      | 1                                                                | 0                                                                | 1                                                                | 2        |
|                                                                  |                                                                  |                                                                  |                                                                  |                                                                  |          |
| 6.                                                               | Szovjetunió (URS)                                                | 0                                                                | 1                                                                | 2                                                                | 3        |
| 7.                                                               | Kanada (CAN)                                                     | 0                                                                | 1                                                                | 1                                                                | 2        |
| 7.                                                               | NSZK (FRG)                                                       | 0                                                                | 1                                                                | 1                                                                | 2        |
| 9.                                                               | Nagy-Britannia (GBR)                                             | 0                                                                | 1                                                                | 0                                                                | 1        |
|                                                                  |                                                                  |                                                                  |                                                                  |                                                                  |          |
| 10.                                                              | Magyarország (HUN)                                               | 0                                                                | 0                                                                | 1                                                                | 1        |
|                                                                  |                                                                  |                                                                  |                                                                  |                                                                  |          |
| Összesen                                                         | Összesen                                                         | 15                                                               | 15                                                               | 15                                                               | 45       |

### Érmesek
- WR – világrekord
- OR – olimpiai rekord

| Az 1972. évi nyári olimpiai játékok érmesei férfi úszásban | |             | |          | |          |
| Versenyszám                                                | Arany | Arany       | Ezüst | Ezüst    | Bronz | Bronz    |
| 100 m gyors                                                | Mark Spitz · Egyesült Államok (USA) | 51,22 WR    | Jerry Heidenreich · Egyesült Államok (USA)                                                                               | 51,65    | Vlagyimir Bure · Szovjetunió (URS) | 51,77    |
| 200 m gyors                                                | Mark Spitz · Egyesült Államok (USA) | 1:52,78 WR  | Steve Genter · Egyesült Államok (USA)                                                                                    | 1:53,73  | Werner Lampe · NSZK (FRG) | 1:53,99  |
| 400 m gyors                                                | Brad Cooper · Ausztrália (AUS) | 4:00,27 OR  | Steve Genter · Egyesült Államok (USA)                                                                                    | 4:01,94  | Tom McBreen · Egyesült Államok (USA)                                                                                                   | 4:02,64  |
| 1500 m gyors                                               | Mike Burton · Egyesült Államok (USA) | 15:52,58 WR | Graham Windeatt · Ausztrália (AUS)                                                                                       | 15:58,48 | Douglas Northway · Egyesült Államok (USA)                                                                                              | 16:09,25 |
| 100 m hát                                                  | Roland Matthes · NDK (GDR) | 56,58 OR    | Mike Stamm · Egyesült Államok (USA)                                                                                      | 57,70    | John Murphy · Egyesült Államok (USA)                                                                                                   | 58,35    |
| 200 m hát                                                  | Roland Matthes · NDK (GDR) | 2:02,82 WR  | Mike Stamm · Egyesült Államok (USA)                                                                                      | 2:04,09  | Mitchell Ivey · Egyesült Államok (USA)                                                                                                 | 2:04,33  |
| 100 m mell                                                 | Tabucsi Nobutaka · Japán (JPN) | 1:04,94 WR  | Tom Bruce · Egyesült Államok (USA)                                                                                       | 1:05,43  | John Hencken · Egyesült Államok (USA)                                                                                                  | 1:05,61  |
| 200 m mell                                                 | John Hencken · Egyesült Államok (USA) | 2:21,55 WR  | David Wilkie · Nagy-Britannia (GBR)                                                                                      | 2:23,67  | Tabucsi Nobutaka · Japán (JPN) | 2:23,88  |
| 100 m pillangó                                             | Mark Spitz · Egyesült Államok (USA) | 54,27 WR    | Bruce Robertson · Kanada (CAN)                                                                                           | 55,56    | Jerry Heidenreich · Egyesült Államok (USA)                                                                                             | 55,74    |
| 200 m pillangó                                             | Mark Spitz · Egyesült Államok (USA) | 2:00,70 WR  | Gary Hall · Egyesült Államok (USA)                                                                                       | 2:02,86  | Robin Backhaus · Egyesült Államok (USA)                                                                                                | 2:03,23  |
| 200 m vegyes                                               | Gunnar Larsson · Svédország (SWE) | 2:07,17 WR  | Tim McKee · Egyesült Államok (USA)                                                                                       | 2:08,37  | Steve Furniss · Egyesült Államok (USA)                                                                                                 | 2:08,45  |
| 400 m vegyes                                               | Gunnar Larsson · Svédország (SWE) | 4:31,98 OR  | Tim McKee · Egyesült Államok (USA)                                                                                       | 4:31,98  | Hargitay András · Magyarország (HUN)                                                                                                   | 4:32,70  |
| 4 × 100 m gyorsváltó                                       | Egyesült Államok (USA) · David Edgar · John Murphy · Jerry Heidenreich · Mark Spitz · David Fairbank* · Gary Conelly*                            | 3:26,42 WR  | Szovjetunió (URS) · Vlagyimir Bure · Viktor Mazanov · Viktor Aboimov · Igor Grivennyikov · Georgijs Kuļikovs*            | 3:29,72  | NDK (GDR) · Roland Matthes · Wilfried Hartung · Peter Bruch · Lutz Unger · Udo Poser*                                                  | 3:32,42  |
| 4 × 200 m gyorsváltó                                       | Egyesült Államok (USA) · John Kinsella · Fred Tyler · Steve Genter · Mark Spitz · Gary Conelly* · Tom McBreen* · Mike Burton*                    | 7:35,78 WR  | NSZK (FRG) · Klaus Steinbach · Werner Lampe · Hans-Günther Vosseler · Hans Faßnacht · Gerhard Schiller* · Folkert Meeuw* | 7:41,69  | Szovjetunió (URS) · Igor Grivennyikov · Viktor Mazanov · Georgijs Kuļikovs · Vlagyimir Bure · Viktor Aboimov* · Alekszandr Szamszonov* | 7:45,76  |
| 4 × 100 m vegyes váltó                                     | Egyesült Államok (USA) · Mike Stamm · Tom Bruce · Mark Spitz · Jerry Heidenreich · Mitchell Ivey* · John Hencken* · Gary Hall* · David Fairbank* | 3:48,16 WR  | NDK (GDR) · Roland Matthes · Klaus Katzur · Hartmut Flöckner · Lutz Unger                                                | 3:52,12  | Kanada (CAN) · Erik Fish · William Mahony · Bruce Robertson · Robert Kasting · William Kennedy*                                        | 3:52,26  |

* - a versenyző csak az előfutamban vett részt, így nem kapott érmet

## Női
Női úszásban tizennégy – tizenkettő egyéni és két váltó – versenyszámot írtak ki.

### Éremtáblázat
| Az 1972. évi nyári olimpiai játékok éremtáblázata női úszásban | Az 1972. évi nyári olimpiai játékok éremtáblázata női úszásban | Az 1972. évi nyári olimpiai játékok éremtáblázata női úszásban | Az 1972. évi nyári olimpiai játékok éremtáblázata női úszásban | Az 1972. évi nyári olimpiai játékok éremtáblázata női úszásban | Olimpia  |
| -------------------------------------------------------------- | -------------------------------------------------------------- | -------------------------------------------------------------- | -------------------------------------------------------------- | -------------------------------------------------------------- | -------- |
|                                                                | Ország                                                         | Arany                                                          | Ezüst                                                          | Bronz                                                          | Összesen |
| 1.                                                             | Egyesült Államok (USA)                                         | 8                                                              | 5                                                              | 4                                                              | 17       |
| 2.                                                             | Ausztrália (AUS)                                               | 5                                                              | 1                                                              | 2                                                              | 8        |
| 3.                                                             | Japán (JPN)                                                    | 1                                                              | 0                                                              | 0                                                              | 1        |
|                                                                |                                                                |                                                                |                                                                |                                                                |          |
| 4.                                                             | NDK (GDR)                                                      | 0                                                              | 4                                                              | 1                                                              | 5        |
| 5.                                                             | Olaszország (ITA)                                              | 0                                                              | 1                                                              | 2                                                              | 3        |
| 6.                                                             | Kanada (CAN)                                                   | 0                                                              | 1                                                              | 1                                                              | 2        |
| 6.                                                             | Magyarország (HUN)                                             | 0                                                              | 1                                                              | 1                                                              | 2        |
| 6.                                                             | Szovjetunió (URS)                                              | 0                                                              | 1                                                              | 1                                                              | 2        |
|                                                                |                                                                |                                                                |                                                                |                                                                |          |
| 9.                                                             | NSZK (FRG)                                                     | 0                                                              | 0                                                              | 2                                                              | 2        |
|                                                                |                                                                |                                                                |                                                                |                                                                |          |
| Összesen                                                       | Összesen                                                       | 14                                                             | 14                                                             | 14                                                             | 42       |

### Érmesek
| Az 1972. évi nyári olimpiai játékok érmesei női úszásban | |            |                                                                                                  |         | |         |
| Versenyszám                                              | Arany | Arany      | Ezüst                                                                                            | Ezüst   | Bronz | Bronz   |
| 100 m gyors                                              | Sandra Neilson · Egyesült Államok (USA) | 58,59 OR   | Shirley Babashoff · Egyesült Államok (USA)                                                       | 59,02   | Shane Gould · Ausztrália (AUS) | 59,06   |
| 200 m gyors                                              | Shane Gould · Ausztrália (AUS) | 2:03,56 WR | Shirley Babashoff · Egyesült Államok (USA)                                                       | 2:04,33 | Keena Rothhammer · Egyesült Államok (USA)                                                                                          | 2:04,92 |
| 400 m gyors                                              | Shane Gould · Ausztrália (AUS) | 4:19,04 WR | Novella Calligaris · Olaszország (ITA)                                                           | 4:22,44 | Gudrun Wegner · NDK (GDR) | 4:23,11 |
| 800 m gyors                                              | Keena Rothhammer · Egyesült Államok (USA) | 8:53,68 WR | Shane Gould · Ausztrália (AUS)                                                                   | 8:56,39 | Novella Calligaris · Olaszország (ITA)                                                                                             | 8:57,46 |
| 100 m hát                                                | Melissa Belote · Egyesült Államok (USA) | 1:05,78 OR | Gyarmati Andrea · Magyarország (HUN)                                                             | 1:06,26 | Susanne Atwood · Egyesült Államok (USA)                                                                                            | 1:06,34 |
| 200 m hát                                                | Melissa Belote · Egyesült Államok (USA) | 2:19,19 WR | Susanne Atwood · Egyesült Államok (USA)                                                          | 2:20,38 | Donna-Marie Gurr · Kanada (CAN) | 2:23,22 |
| 100 m mell                                               | Catherine Carr · Egyesült Államok (USA) | 1:13,58 WR | Galina Sztyepanova · Szovjetunió (URS)                                                           | 1:14,99 | Beverley Whitfield · Ausztrália (AUS)                                                                                              | 1:15,73 |
| 200 m mell                                               | Beverley Whitfield · Ausztrália (AUS) | 2:41,71 OR | Dana Schoenfield · Egyesült Államok (USA)                                                        | 2:42,05 | Galina Sztyepanova · Szovjetunió (URS)                                                                                             | 2:42,36 |
| 100 m pillangó                                           | Aoki Majumi · Japán (JPN) | 1:03,34 OR | Roswitha Beier · NDK (GDR)                                                                       | 1:03,61 | Gyarmati Andrea · Magyarország (HUN)                                                                                               | 1:03,73 |
| 200 m pillangó                                           | Karen Moe · Egyesült Államok (USA) | 2:15,57 WR | Lynn Colella · Egyesült Államok (USA)                                                            | 2:16,34 | Ellie Daniel · Egyesült Államok (USA)                                                                                              | 2:16,74 |
| 200 m vegyes                                             | Shane Gould · Ausztrália (AUS) | 2:23,07 WR | Kornelia Ender · NDK (GDR)                                                                       | 2:23,59 | Lynn Vidali · Egyesült Államok (USA)                                                                                               | 2:24,06 |
| 400 m vegyes                                             | Gail Neall · Ausztrália (AUS) | 5:02,97 WR | Leslie Cliff · Kanada (CAN)                                                                      | 5:03,57 | Novella Calligaris · Olaszország (ITA)                                                                                             | 5:03,99 |
| 4×100 m gyorsváltó                                       | Egyesült Államok (USA) · Shirley Babashoff · Jane Barkman · Jennifer Kemp · Sandra Neilson · Kim Peyton* · Lynn Skrifvars* · Ann Marshall*                        | 3:55,19 WR | NDK (GDR) · Andrea Eife · Kornelia Ender · Elke Sehmisch · Gabriele Wetzko · Sylvia Eichner*     | 3:55,55 | NSZK (FRG) · Gudrun Beckmann · Heidemarie Reineck · Angela Steinbach · Jutta Weber                                                 | 3:57,93 |
| 4×100 m vegyes váltó                                     | Egyesült Államok (USA) · Melissa Belote · Catherine Carr · Deena Deardurff · Sandra Neilson · Susanne Atwood* · Judy Melick* · Dana Shrader* · Shirley Babashoff* | 4:20,75 WR | NDK (GDR) · Christine Herbst · Renate Vogel · Roswitha Beier · Kornelia Ender · Gabriele Wetzko* | 4:24,91 | NSZK (FRG) · Gudrun Beckmann · Vreni Eberle · Silke Pielen · Heidemarie Reineck · Annegret Kober* · Edeltraud Koch* · Jutta Weber* | 4:26,46 |

* - a versenyző az előfutamban vett részt

## Magyar részvétel
Az olimpián kilenc férfi és hét női úszó képviselte Magyarországot, akik összesen
- egy második,
- két harmadik,
- két negyedik,
- két ötödik és
- egy hatodik

helyezést értek el, amivel huszonnégy – férfi úszásban nyolc, női úszásban tizenhat – olimpiai pontot szereztek. Ez tizennyolc ponttal több, mint az előző, 1968. évi olimpián elért eredmény. A legeredményesebb férfi úszó, Hargitay András, egy bronz-, a legeredményesebb női úszó, Gyarmati Andrea, egy ezüst- és egy bronzérmet nyert.
A magyar úszók a következő versenyszámokban indultak (zárójelben az elért helyezés, illetve időeredmény):
| Magyar részvétel az 1972. évi nyári olimpiai játékok úszóversenyein |                                                                                             |                                                                          |
| versenyszám                                                         | férfi úszás                                                                                 | női úszás                                                                |
| 100 m gyors                                                         | Császári Attila (55,37) Szentirmay István (54,71)                                           | Kovács Edit (1:03,00) Patoh Magda (7. – 1:00,02) Turóczy Judit (1:01,57) |
| 1500 m gyors                                                        | Sós Csaba (17:43,97) Verrasztó Zoltán (17:18,66)                                            |                                                                          |
| 100 m hát                                                           | Cseh László (1:01,63) Rudolf Róbert (1:02,34) Verrasztó Zoltán (1:01,13)                    | Gyarmati Andrea (2. – 1:06,26) Szekeres Ildikó (1:11,20)                 |
| 200 m hát                                                           | Rudolf Róbert (2:13,64) Verrasztó Zoltán (7. – 2:10,09)                                     | Gyarmati Andrea (2:25,81)                                                |
| 100 m mell                                                          | Szabó Sándor (1:09,68) Tóth János (1:10,02)                                                 | Kaczander Ágnes (4. – 1:16,26) Kiss Éva (1:17,59)                        |
| 200 m mell                                                          | Tóth János (2:37,40)                                                                        | Kaczander Ágnes (6. – 2:43,41) Kiss Éva (8. – 2:45,12)                   |
| 100 m pillangó                                                      | Szentirmay István (58,25)                                                                   | Gyarmati Andrea (3. – 1:03,73) Turóczy Judit (1:09,73)                   |
| 200 m pillangó                                                      | Hargitay András (5. – 2:04,69)                                                              |                                                                          |
| 200 m vegyes                                                        | Hargitay András (5. – 2:09,66)                                                              | Kaczander Ágnes (2:28,05) Kiss Éva (2:32,68) Turóczy Judit (2:32,63)     |
| 400 m vegyes                                                        | Hargitay András (3. – 4:32,70) Sós Csaba (4:52,89)                                          |                                                                          |
| 4×100 m gyorsváltó                                                  |                                                                                             | (4. – 4:00,39) Gyarmati Andrea Kovács Edit Patoh Magda Turóczy Judit     |
| 4×100 m vegyes váltó                                                | (8. – 3:59,07) Császári Attila Cseh László Szabó Sándor Szentirmay István (Hargitay András) | (4:36,53) Kaczander Ágnes Patoh Magda Szekeres Ildikó Turóczy Judit      |